# Hasse Börjes
Hasse Börjes, född 25 januari 1948 i Rättvik, är en svensk legitimerad naprapat och före detta skridskoåkare, OS-medaljör och varit världsrekordhållare på 500 meter.
Vid OS 1972 i Sapporo erövrade Börjes silvermedaljen på 500 meter. Vid samma spel bar han den svenska fanan under inmarschen.
Hasse Börjes förbättrade världsrekordet på 500 meter tre gånger mellan 18 januari 1970 och den 8 mars 1970 (38,9 s, 38,87 s och 38,46 s), samt tangerade världsrekordet i Inzell 1972 (38,0 s).
Under åren 1974 till 1978 genomgick han naprapatutbildning på naprapathögskolan och är legitimerad naprapat.